# Carlos Rearte
Carlos Rearte (Córdoba, Argentina, 3 de agosto de 1984) es un futbolista argentino. Juega de mediocampista central o por la derecha y actualmente se desempeña en Delfín Sporting Club de la Serie B de Ecuador.

## Clubes
| Club                    | País      | Año           | PJ | Goles |
| ----------------------- | --------- | ------------- | -- | ----- |
| Belgrano                | Argentina | 2004 - 2006   | 8  | 0     |
| Unión de Sunchales      | Argentina | 2007 - 2008   |    |       |
| Racing de Córdoba       | Argentina | 2008 - 2009   |    |       |
| General Paz Juniors     | Argentina | 2010          |    |       |
| Defensa y Justicia      | Argentina | 2010 - 2012   | 69 | 4     |
| Banfield                | Argentina | 2013          | 12 | 1     |
| Aldosivi                | Argentina | 2013 - 2014   | 19 | 0     |
| Independiente Rivadavia | Argentina | 2014-2015     | 33 | 0     |
| Delfín Sporting Club    | Ecuador   | 2015          |    |       |
| Independiente Rivadavia | Argentina | 2016-presente | 2  | 0     |

## Palmarés

### Campeonatos nacionales
| Título  | Club      | País    | Año  |
| ------- | --------- | ------- | ---- |
| Serie B | Delfín SC | Ecuador | 2015 |